# روبوزونا
روبوزونا (بالإنجليزية: Robozuna)‏ هو مسلسل رسوم متحركة أمريكي/كندي أعده آساف فيبكي. وعرضت الحلقة الأولى على ITV في 18 أكتوبر 2018، في الساعة 3:30 مساء بالتوقيت الشرقي. وبثت الحلقة الأخيرة في 2019. تم إنتاج سلسلة من استوديو نيرد كورب إنترتينمنت.

## وصلات خارجية
- روبوزونا على موقع IMDb (الإنجليزية)
- روبوزونا على موقع روتن توميتوز (الإنجليزية)
- روبوزونا على موقع نتفليكس (الإنجليزية)
- روبوزونا على موقع فيلمافينيتي (الإسبانية)
- روبوزونا على موقع كينوبويسك (الروسية)
- روبوزونا على موقع ألو سيني (الفرنسية)
- روبوزونا على موقع قاعدة بيانات الفيلم (الإنجليزية)

لم يتم العثور على روابط لمواقع التواصل الاجتماعي.